# Diocesi di Koudougou
La diocesi di Koudougou (in latino Dioecesis Kuduguensis) è una sede della Chiesa cattolica in Burkina Faso suffraganea dell'arcidiocesi di Ouagadougou. Nel 2021 contava 423.890 battezzati su 1.920.950 abitanti. È retta dal vescovo Joachim Ouédraogo.

## Territorio
La diocesi comprende l'intera Regione del Centro-Ovest in Burkina Faso.
Sede vescovile è la città di Koudougou, dove si trova la cattedrale di Sant'Agostino.
Il territorio è suddiviso in 24 parrocchie.

## Storia
La prefettura apostolica di Ouahigouya fu eretta il 12 giugno 1947 con la bolla Quo in Africa di papa Pio XII, ricavandone il territorio dal vicariato apostolico di Ouagadougou (oggi arcidiocesi).
Il 14 giugno 1954 in virtù della bolla Quemadmodum amantissimus dello stesso papa Pio XII la prefettura apostolica fu elevata a vicariato apostolico e assunse il nome di vicariato apostolico di Koudougou.
Il vicariato apostolico è stato elevato a diocesi il 14 settembre 1955 con la bolla Dum tantis di papa Pio XII.
Il 23 giugno 1958 ha ceduto una porzione del suo territorio a vantaggio dell'erezione della diocesi di Ouahigouya.

## Cronotassi dei vescovi
Si omettono i periodi di sede vacante non superiori ai 2 anni o non storicamente accertati.
- Joseph-Marie-Eugène Bretault, M.Afr. † (24 ottobre 1947 - 19 novembre 1965 dimesso[2])
- Anthyme Bayala † (15 novembre 1966 - 3 aprile 1984 deceduto)
- Basile Tapsoba (2 luglio 1984 - 21 maggio 2011 dimesso)
- Joachim Ouédraogo, dal 4 novembre 2011

## Statistiche
La diocesi nel 2021 su una popolazione di 1.920.950 persone contava 423.890 battezzati, corrispondenti al 22,1% del totale.
| anno | popolazione | popolazione | popolazione | presbiteri | presbiteri | presbiteri | presbiteri                | diaconi | religiosi | religiosi | parrocchie |
| anno | battezzati  | totale      | %           | numero     | secolari   | regolari   | battezzati per presbitero | diaconi | uomini    | donne     | parrocchie |
| ---- | ----------- | ----------- | ----------- | ---------- | ---------- | ---------- | ------------------------- | ------- | --------- | --------- | ---------- |
| 1950 | 10.024      | 864.499     | 1,2         | 24         | 1          | 23         | 417                       |         |           | 8         | 6          |
| 1969 | 38.106      | 754.000     | 5,1         | 40         | 5          | 35         | 952                       |         | 55        | 56        | 10         |
| 1980 | 79.829      | 903.106     | 8,8         | 41         | 14         | 27         | 1.947                     |         | 47        | 72        | 12         |
| 1990 | 123.701     | 1.243.955   | 9,9         | 42         | 27         | 15         | 2.945                     |         | 30        | 76        | 12         |
| 1997 | 173.764     | 1.427.931   | 12,2        | 66         | 56         | 10         | 2.632                     |         | 27        | 87        | 12         |
| 2000 | 280.927     | 1.365.267   | 20,6        | 64         | 55         | 9          | 4.389                     |         | 27        | 97        | 13         |
| 2001 | 172.464     | 1.388.102   | 12,4        | 65         | 56         | 9          | 2.653                     |         | 29        | 100       | 14         |
| 2002 | 254.677     | 1.449.986   | 17,6        | 69         | 59         | 10         | 3.690                     |         | 29        | 105       | 14         |
| 2003 | 254.325     | 1.450.883   | 17,5        | 69         | 58         | 11         | 3.685                     |         | 30        | 105       | 16         |
| 2004 | 228.780     | 1.525.810   | 15,0        | 69         | 59         | 10         | 3.315                     |         | 24        | 68        | 16         |
| 2013 | 318.960     | 1.753.112   | 18,2        | 86         | 71         | 15         | 3.708                     |         | 33        | 68        | 18         |
| 2016 | 361.607     | 1.691.723   | 21,4        | 89         | 76         | 13         | 4.063                     |         | 53        | 175       | 19         |
| 2019 | 399.200     | 1.809.000   | 22,1        | 97         | 81         | 16         | 4.115                     |         | 39        | 176       | 24         |
| 2021 | 423.890     | 1.920.950   | 22,1        | 99         | 83         | 16         | 4.281                     |         | 39        | 176       | 24         |